# Yuncheng
Yuncheng (chiń. 运城; pinyin Yùnchéng) – miasto o statusie prefektury miejskiej w środkowych Chinach, w prowincji Shanxi. W 2010 roku liczba mieszkańców miasta wynosiła 210 640. Prefektura miejska w 1999 roku liczyła 4 776 269 mieszkańców.
W pobliżu Yunchengu władze, kosztem 280 mln juanów, wybudowały fałszywy system irygacyjny. Oszustwo ujawnił dziennikarz Gao Qinrong, w efekcie czego spędził w więzieniu 8 lat.

## Podział administracyjny
Prefektura miejska Yuncheng podzielona jest na:
- dzielnicę: Yanhu,
- 2 miasta: Yongji, Hejin,
- 10 powiatów: Ruicheng, Linyi, Wanrong, Xinjiang, Jishan, Wenxi, Xia, Jiang, Pinglu, Yuanqu.